# حميد القشيبي
حميد بن حميد منصور القشيبي الحاشدي (1956- 2014) قائد عسكري، يمني ولد في محافظة عمران، تخرج من الكلية الحربية عام 1977م وترقى في رتبته العسكرية حتى وصل رتبة عميد ركن. والقشيبي أحد القادة العسكريين الذين انشقوا مع الجنرال علي محسن الأحمر خلال الإحتجاجات الشعبية عام 2011.
تدرج القشيبي في المناصب العسكرية وتولى أركان حرب اللواء السادس في القفلة بعمران ثم أركان حرب اللواء الأول مدرع ثم قائدا لنفس اللواء الذي تحول اسمه إلى اللواء 310 مدرع .
نجى القشيبي من محاولة اغتيال تعرض لها في 31 أغسطس 2011 إثر كمين نصب له في عمران.
قتل القشيبي في 8 يوليو 2014 على يد مسلحين تابعين لجماعة الحوثيين في معركة عمران 2014 بعد اقتحام الحوثيين مقر اللواء 310 مدرع الذي يقوده القشيبي.

## حياته وأدواره
- تخرج من الكلية الحربية عام 1977م.
- عمل في قيادة الحرس الجمهوري اليمني في معسكر السواد قائد بطارية كتيبة المدفعية ثم أركان الكتيبة ثم قائدها ثم أركان حرب لواء مدفعية الحرس الجمهوري اليمني.
- أركان حرب اللواء السادس (اليمن).
- قائد (اللواء الأول مدرع سابقاً) اللواء 310 مدرع، وقائد محور سفيان حتى مقتله في 2014.

## الأوسمة والجوائز
حصل على عدد من الأوسمة والشهادات التقديرية؛ منها: وسام الخدمة، ووسام الشرف، ووسام الواجب، ووسام الشجاعة، ووسام الوحدة، وشعار المدرعات، وشهادة جرحى الحرب، وشهادة العيد الخامس والعشرين للثورة، وشهادة تقديرية من الرياضة العسكرية، ومن المتحف الحربي في مدينة صنعاء، ومن الفرقة الأولى مدرع.